# Варсангалійський султанат
Варсангалійський султанат (араб. سلطنة الورسنجلي) — африканська держава на Африканському Розі, що існувала з кінця XIII ст. 1886 року визнано протекторат Великої Британії. У 1920 році територію поділено між Британським Сомалілендом і Італійським Сомалі.

## Історія
Засновано головою підклану варсангалі сомалійського клану дарод Абдуллахом, відомим як Дхундхін), що прийняв традиційний титул герад. Він мігрував з султанату Могадішо, скориставшись занепадом султанату Іфат, зайнявши східні землі останнього. Його нащадки зуміли зберегти незалежність від могутніх сусідів Адалу і Аджурану. Тривалий час вели переважно кочовий спосіб життя. Лише в XIV ст. починають тут формуватися міцні державні інституції. Водночас визнає зверхність Адалу. З 1540-х років відновлює незалежність. Згодом підкорюється важлива долина Нугал.
У середині 1550-х років номінально визнає зверхність Османської імперії як противагу португальських зазіханням. Подальше маневрування між могутніми державами, мирні стосунки з Маджиртинський султанат сприяли посиленню Варсангалі. Цьому також сприяв контроль над портами Ласкорай і Селайо. Головним супротивником залишався клан Ісаак (на захід), що створив власну державу.
З 1855 року з розбудовою Адену на Аравійському півострові, через який пішла британська торгівля з Персії та Індії, починається економічний занепад султанату. Це відбилося на політичній стабільності. Згодом Варсангалі мусив визнати зверхність Єгипетського хедивату, але суто номінально.
1882 року після захоплення Великою Британією Єгипту, її загони стали встановлювати владу в колишніх єгипетських володіннях. Невдовзі було підкорено Харерський султанат. Клани Ісаак, Сіїсе, Гудабірсі уклали угоди про протекторат з британцями. З огляду на це герад Аул підписав угоду проти встановлення британського протекторату.
1897 року новий герад Мухаммад Алі Шир прийняв титул султана. Невдовзі почав війну проти держави дервішів, що спричинило перехід на бік останнього підклану біхідор. В результаті султан зазнав невдачі й відступив до міста Еригабо.
1905 року Італія і Велика Британія угодою в м. Іліг визнали Державу дервішів, що охоплювала долину Нугалі. Це викликало спротив Варсангалі. Втім невдовзі султан уклав союз із Саїдом Мухаммадом, махді Держави дервішів, дозволивши тому через свої порти завозити вогнепальну зброю. Згодом Мухаммад Алі Шир усіляко підтримував дервішів, розглядаючи їх як противагу британцям. В результаті домігся того, що британські залоги залишилися лише в портах, внаслідок чого 1910 року фактично позбувся протекторату Великої Британії.
У 1916 році внаслідок особистого конфлікту з Саїдом Мухаммадом той атакував столицю Варсангалі. Лише за підтримки британців вдалося відбити напад. З цього часу почалися спільні дії британців, італійців та Варсангалі проти дервішів. 1920 року султана Мухаммада Алі Шира було запрошено на нараду до Адену, де арештовано й відправлено у заслання на Сейшельські острови. Британські війська зайняли Варсангалі, після чого частину султанату було передано Італії.
З 1928 року номінальну владу султана було відновлено, проте урядування здійснювали британці. Султани Варсангалі до тепер мають цей титул. У 2001 році під час розпаду Сомалі султан Абдісалан оголосив про незалежність Варсангалі.

## Територія
На піку своєї могутності султанат охоплював області Санааг, Маахір та північно-західну частину Барі. Столицею було місто Ласкорай. 1890 року населення становило 640 тис., з яких британці становили 20 тис. осіб.

## Економіка
Основу становили скотарство, торгівлі, рибальство, землеробство. У XIX ст. стає важливим експортером зернових, що вирощувалися в долині Нугал.